# سوپراکسید
یک سوپراکسید ترکیبی است که شامل یون سوپراکسید با فرمول شیمیایی -
۲O است. نام اصولی این آنیون دی‌اکسید(۱-) است. یون اکسیژنی واکنش‌پذیر سوپراکسید منحصراً به‌عنوان محصول کاهش تک‌الکترونی مولکول دی‌اکسیژن مهم است، که به‌طور گسترده‌ای در طبیعت وجود دارد.
همچنین نمونه دیگری وجود دارد به اسم پراکسید ( O2 دو بار منفی اضافه) که از نظر فرمولی و شکل بسیار شباهت دارند.